# Echemoides schlingeri
Echemoides schlingeri är en spindelart som beskrevs av Norman I. Platnick och Mohammad U. Shadab 1979. Echemoides schlingeri ingår i släktet Echemoides och familjen plattbuksspindlar. Inga underarter finns listade i Catalogue of Life.